# Каф
Каф (β Кассиопеи / β Cas) — яркая звезда в созвездии Кассиопеи, самая правая в W-астеризме.
Звезда имеет собственное название Каф (Кафф, Шат, Шаф, Саф) от арабского كف — kaf, что переводится «ладонь» и восходит к полному названию «ладонь Плеяд». В арабской астрономии звезда считалась принадлежащей большому созвездию Плеяды, значительно превосходившему современный астеризм Плеяды.
β Кассиопеи является субгигантом спектрального класса F2, на диаграмме Герцшпрунга — Рассела лежит в зоне так называемого «пробела Герцшпрунга», синтез гелия в ядре звезды закончился, ядро звезды постепенно сжимается и его температура повышается, а оболочка наоборот — расширяется и остывает. На пробеле Герцшпрунга звезда проведёт не более 1 % своей жизни, после чего станет полноценным гигантом.
Звезда относится к переменным звёздам типа δ Щита, среди звёзд этого типа является одной из ярчайших. С периодом 2,5 часа блеск β Кассиопеи меняется от +2,25m до +2,31m.